# Geodetika

Geodetický trojúhelník na kouli. Geodetiky jsou oblouky hlavních kružnic.

V diferenciální geometrii je geodetika křivka představující v určitém smyslu nejkratší cestu mezi dvěma body na ploše nebo obecněji na Riemannovské varietě. Jde o zobecnění pojmu „přímka“ na obecnější prostory.
Název "geodetika" pochází z geodézie, vědy o měření velikosti a tvaru Země. V původním smyslu byla geodetika nejkratší cestou mezi dvěma body na zemském povrchu. Na sférické Zemi je to oblouk hlavní kružnice. Termín byl zobecněn, aby zahrnul výpočty v mnohem obecnějších matematických prostorech; například v teorii grafů se dá uvažovat geodetika mezi dvěma vrcholy/uzly grafu.
Na Riemannovské varietě se geodetiky vyznačují vlastností nulového geodetického zakřivení. Obecněji, za přítomnosti afinní konexe je geodetika definována jako křivka, jejíž tečné vektory zůstanou paralelní při přenosu podél ní. Pokud toto aplikujeme na Levi-Civitovu konexi Riemannovské metriky, dostaneme původní podmínku.
V obecné teorii relativity geodetika zobecňuje pojem „přímka“ na zakřivený časoprostor. Podstatné je, že trajektorie částice bez působení všech vnějších, negravitačních sil je speciálním typem geodetiky. Jinými slovy, volně se pohybující nebo padající částice se vždy pohybuje po geodetice.